# Martin Wilk
Martin Bradbury Wilk, OC (18 de diciembre de 1922 - 19 de febrero de 2013) fue un estadístico canadiense, académico y ex estadístico jefe de Canadá. En 1965, junto con Samuel Shapiro, desarrolló la prueba Shapiro-Wilk, que puede indicar si una muestra de números sería inusual si proviene de una distribución gaussiana. Con Ramanathan Gnanadesikan desarrolló varias técnicas gráficas importantes para el análisis de datos, que incluyen la trama Q-Q y la gráfica P-P.

## Biografía
Nacido en Montreal, Quebec, recibió una Licenciatura en Ingeniería Química de la Universidad McGill en 1945. De 1945 a 1950, fue Ingeniero Químico de Investigación en el Proyecto de Energía Atómica en el Consejo Nacional de Investigación de Canadá. De 1951 a 1955, fue Investigador Asociado, Instructor y profesor Asistente en la Universidad Estatal de Iowa, donde recibió una Maestría en Ciencias en Estadísticas en 1953 y un PhD. en Estadística en 1955. De 1955 a 1957, fue Investigador Asociado y Director Adjunto del Grupo de Investigación en Técnicas Estadísticas en la Universidad de Princeton. De 1959 a 1963, fue profesor y director de investigación en estadística en la Universidad de Rutgers.
En 1956, se unió a Bell Telephone Laboratories y en 1970 se unió a American Telephone and Telegraph Company. De 1976 a 1980, fue vicepresidente adjunto y director de planificación corporativa. De 1980 a 1985, fue el Jefe de Estadística de Canadá.
En 1981, fue nombrado Profesor Adjunto de Estadística en la Universidad de Carleton.
En 1962 fue elegido como miembro de la Asociación Americana de Estadística. [2] En 1999, fue nombrado Oficial de la Orden de Canadá por su "perspicaz orientación sobre asuntos importantes relacionados con el sistema estadístico nacional de nuestro país". [3]
- Datos: Q6776886